# Saussurea angustifolia
Saussurea angustifolia là một loài thực vật có hoa trong họ Cúc. Loài này được (L.) DC. miêu tả khoa học đầu tiên năm 1810.